# Valvettithurai
Valvettithurai (syng. වල්වෙට්ටිතුරෙයි, tamil. வல்வெட்டித்துறை) – miasto w Sri Lance, w prowincji Północna.